# Oedemera flavipes
Oedemera flavipes es un coleóptero de la familia Oedemeridae, una de las especies más comunes de la familia en Europa occidental, incluyendo la península ibérica.

## Características
Los machos de Oedemera flavipes, como la mayoría de las especies del género Oedemera, poseen los fémures posteriores muy dilatados, mientras que las hembras los tienen delgados, y los élitros muy estrechados por detrás (menos en la hembra) que dejan al descubierto las alas posteriores. Son de color verde bronceado, más raramente azulado o púrpura, excepto las patas anteriores que son ampliamente amarillas. Es bastante similar a Oedemera nobilis, que tiene un color más brillante y una larga pubescencia blanca en la cabeza, el pronoto y las tibias posteriores.

## Biología y ecología
Oedemera flavipes es muy abundante en primavera y verano sobre diversas especies de flores; los machos son muy aparentes por sus fémures posteriores muy dilatados. Se alimenta de polen y néctar de asteráceas, ciperáceas, convolvuláceas, crucíferas, dipsacáceas, escrofulariáceas, gramíneas, papaveráceas, plantagináceas, rosáceas, rubiáceas y umbelíferas. Las larvas se desarrollan en tallos consistentes de plantas herbáceas o en ramas caídas en descomposición.

## Distribución
Oedemera flavipes habita en toda Europa central y meridional, desde la península ibérica a Grecia; por el norte alcanza el sur de Escandinavia y por el este a penas llega a Europa Oriental. También está presente en la franja mediterránea de Anatolia y del Próximo Oriente.

## Galería

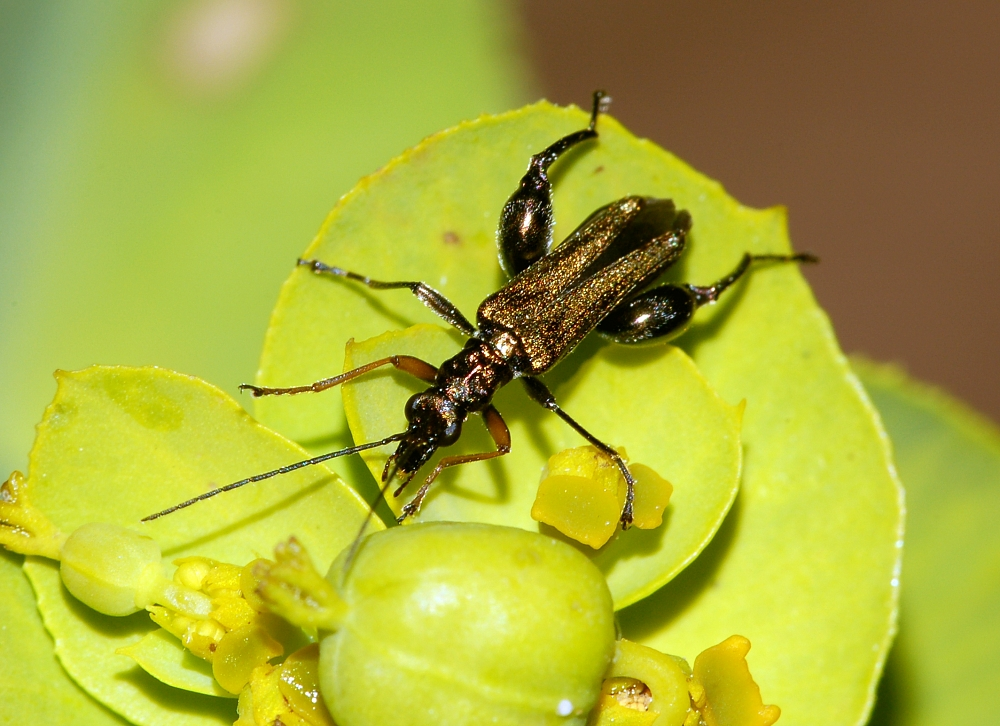
Macho de Oedemera flavipes
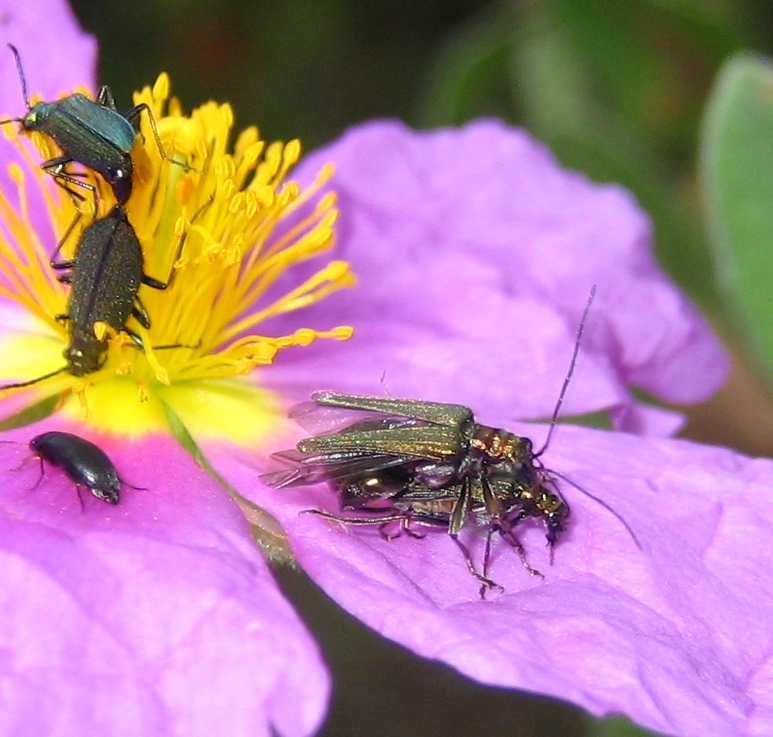
Pareja de Oedemera flavipes sobre Cistus albidus
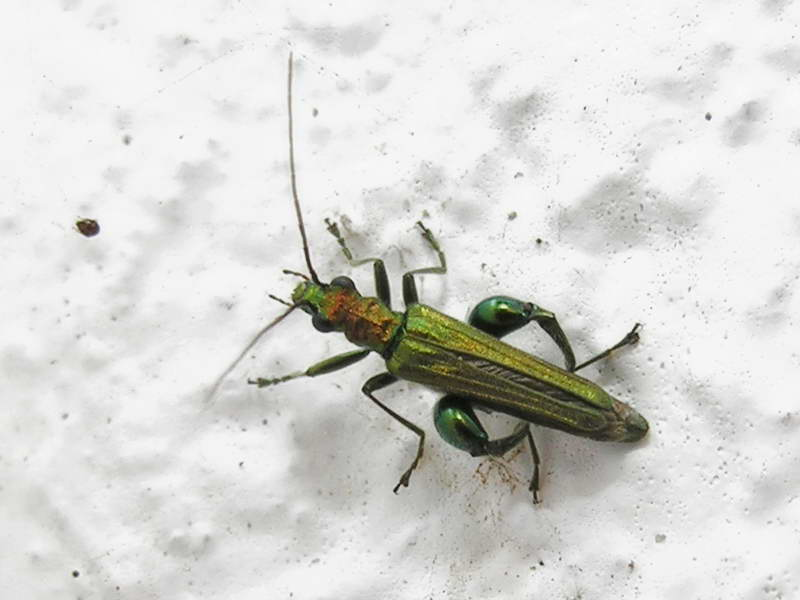
Macho de Oedemera nobilis siempre de un verde mucho más brillante que Oedemera flavipes y con la que se puede confundir